# Луиза Чирико
Луиза Чирико (на английски: Louisa Chirico) е американска тенисистка, родена на 16 май 1996 г. В кариерата си има 2 титли на сингъл и 2 на двойки от календара на ITF. Най-високото ѝ класиране в женската тенис ранглиста e 148 място, постигнато на 16 февруари 2015 г.
Любимата и настилка е червен клей корт, а тенисистките, на които се възхищава са Щефи Граф и Ким Клейстерс.